# Rantsila
Rantsila (Zweeds: Frantsila) is een voormalige gemeente in de Finse provincie Oulu en in de Finse regio Noord-Österbotten. De gemeente had een totale oppervlakte van 730 km2 en telde 2108 inwoners in 2003.
In 2009 is de gemeente bij Siikalatva gevoegd.